# Zálezlice
Zálezlice (dříve též Zalezlice, německy Saleslitz) jsou obec v okrese Mělník ve Středočeském kraji. Leží poblíž pravého břehu řeky Vltavy zhruba 25 kilometrů severně od centra hlavního města Prahy, pět kilometrů jihozápadně od soutoku Vltavy s Labem. Žije zde 454 obyvatel.

## Historie
První písemná zmínka o obci pochází z roku 1300.
Obec byla podvakrát poškozena povodněmi. Velkou povodní na Vltavě v roce 2002, avšak na rozdíl od mnoha ostatních obcí byly v Zálezlicích následky velké vody nejhorší, zničeno bylo tehdy mnoho domů. Další velká povodeň pak obec poničila v roce 2013, kdy kromě řeky Vltavy bylo rozvodněné i blízké Labe.

## Obyvatelstvo
| Rok            | 1869 | 1880 | 1890 | 1900 | 1910 | 1921 | 1930 | 1950 | 1961 | 1970 | 1980 | 1991 | 2001 | 2011 | 2021 |
| -------------- | ---- | ---- | ---- | ---- | ---- | ---- | ---- | ---- | ---- | ---- | ---- | ---- | ---- | ---- | ---- |
| Počet obyvatel | 764  | 746  | 755  | 752  | 689  | 667  | 633  | 431  | 442  | 468  | 399  | 346  | 357  | 375  | 435  |
| Počet domů     | 103  | 110  | 112  | 115  | 123  | 123  | 140  | 145  | 133  | 133  | 121  | 144  | 145  | 134  | 145  |

## Obecní správa

### Územněsprávní začlenění
Dějiny územněsprávního začleňování zahrnují období od roku 1850 do současnosti. V chronologickém přehledu je uvedena územně administrativní příslušnost obce v roce, kdy ke změně došlo:
- 1850 země česká, kraj Praha, politický i soudní okres Mělník[7]
- 1855 země česká, kraj Praha, soudní okres Mělník
- 1868 země česká, kraj Praha, politický i soudní okres Mělník
- 1939 země česká, Oberlandrat Mělník, politický i soudní okres Mělník[8]
- 1942 země česká, Oberlandrat Praha, politický i soudní okres Mělník[9]
- 1945 země česká, správní i soudní okres Mělník[10]
- 1949 Pražský kraj, okres Mělník[11]
- 1960 Středočeský kraj, okres Mělník
- 2003 Středočeský kraj, okres Mělník, obec s rozšířenou působností Neratovice

### Části obce
- Zálezlice
- Kozárovice
- Zátvor

### Obecní symboly
Znak a vlajka byly obci uděleny rozhodnutím předsedy Poslanecké sněmovny Parlamentu České republiky dne 13. května 2003.

## Společnost
Ve vsi Zálezlice (přísl. Kozárovice, Zátvor, 634 obyvatel) byly v roce 1932 evidovány tyto živnosti a obchody: holič, krejčí, 3 hostince, 3 koláři, 3 kováři, obchod s mlékem, 2 obuvníci, pekař, obchod s lahvovým pivem, 4 rolníci, 2 řezníci, 4 obchody se smíšeným zbožím, trafika, truhlář.

## Pamětihodnosti
- Kostel svatého Mikuláše, pozdně barokní ze druhé poloviny 18. století
- Márnice na hřbitově při kostele, ze stejné doby
- Boží muka při silnici jjv. od Zálezlic

## Osobnosti
V obci se narodil sbormistr a hudební skladatel František Vrba (1895–1963).

## Galerie

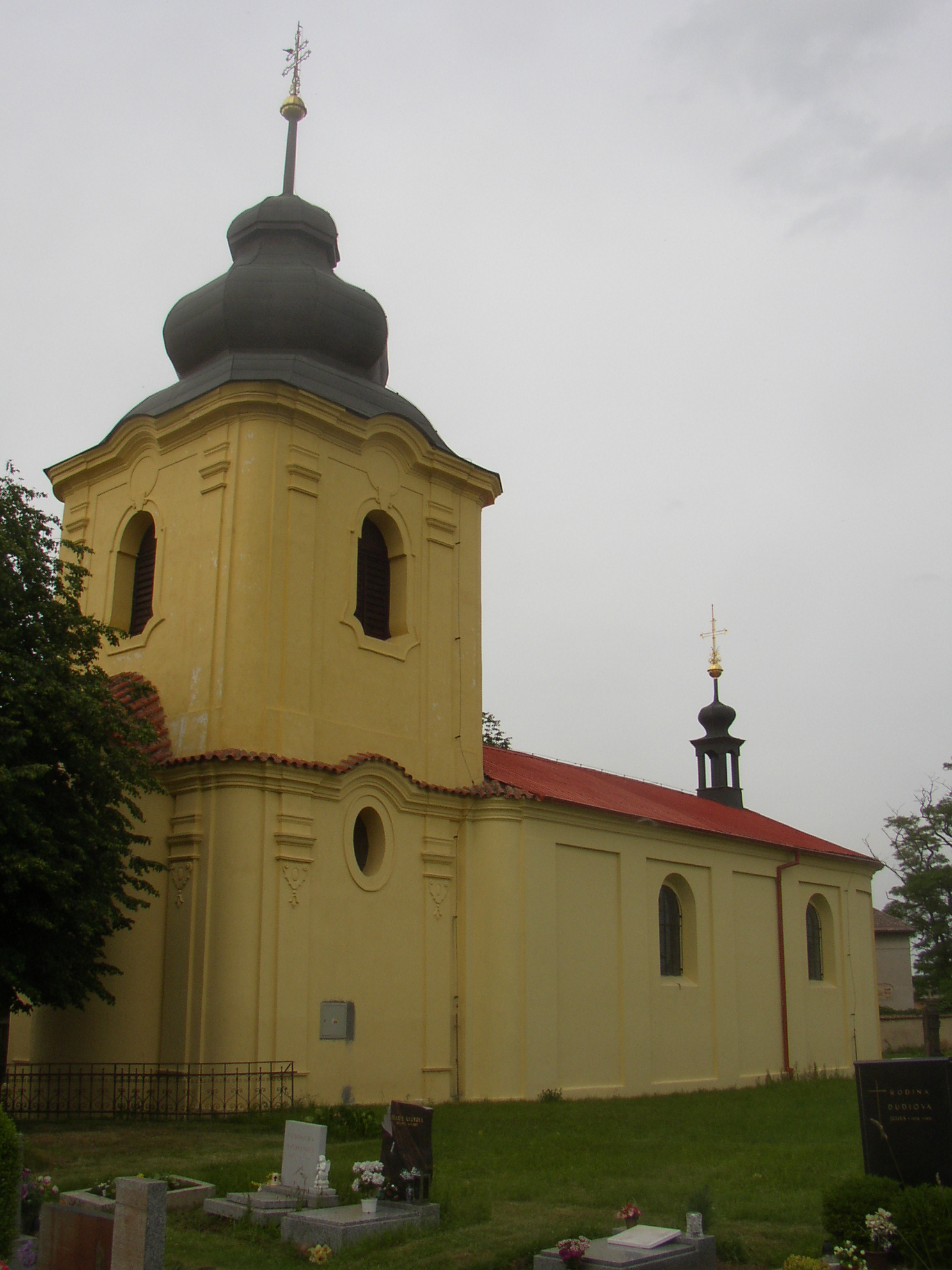
Kostel sv. Mikuláše
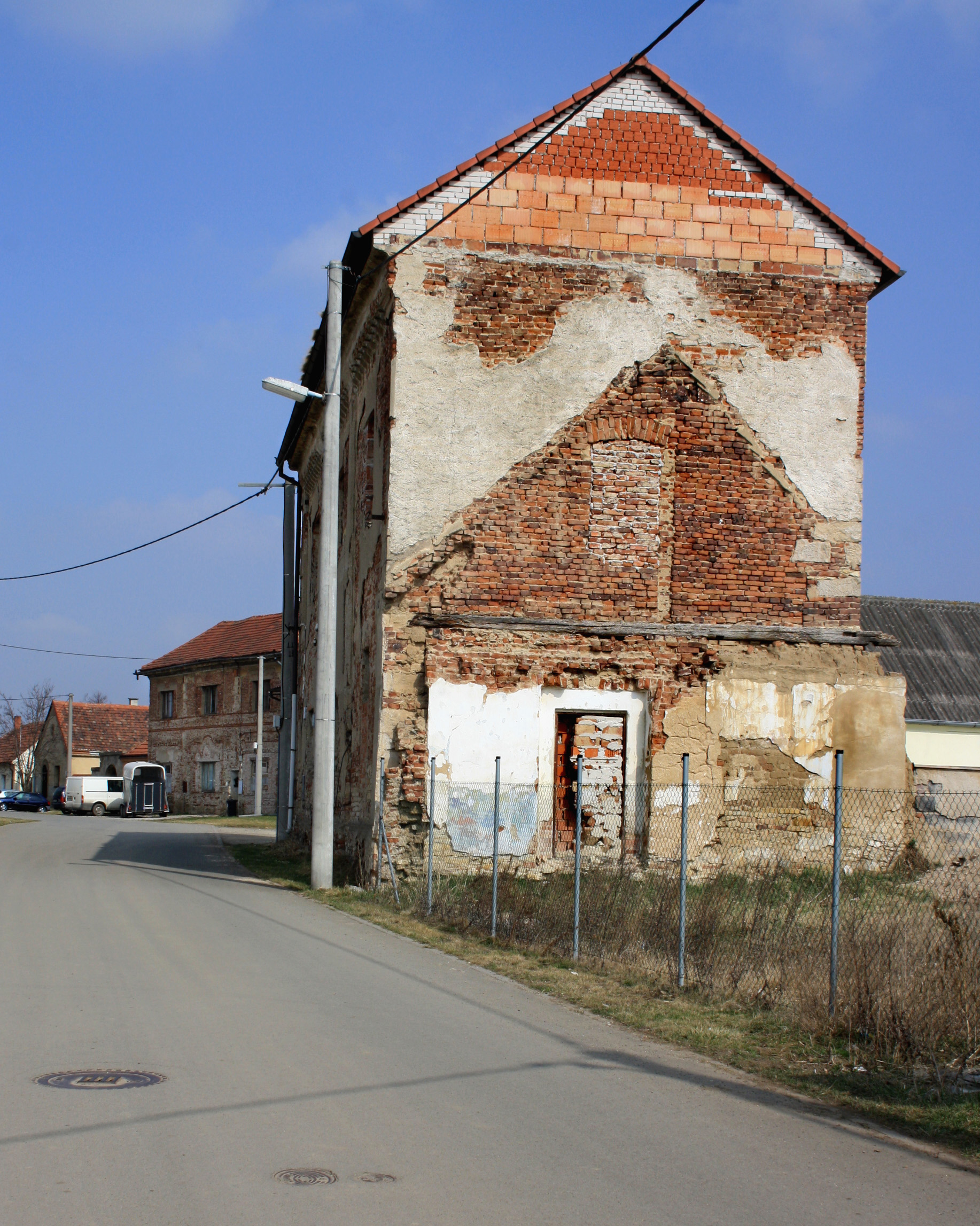
Domy 10 let po povodni
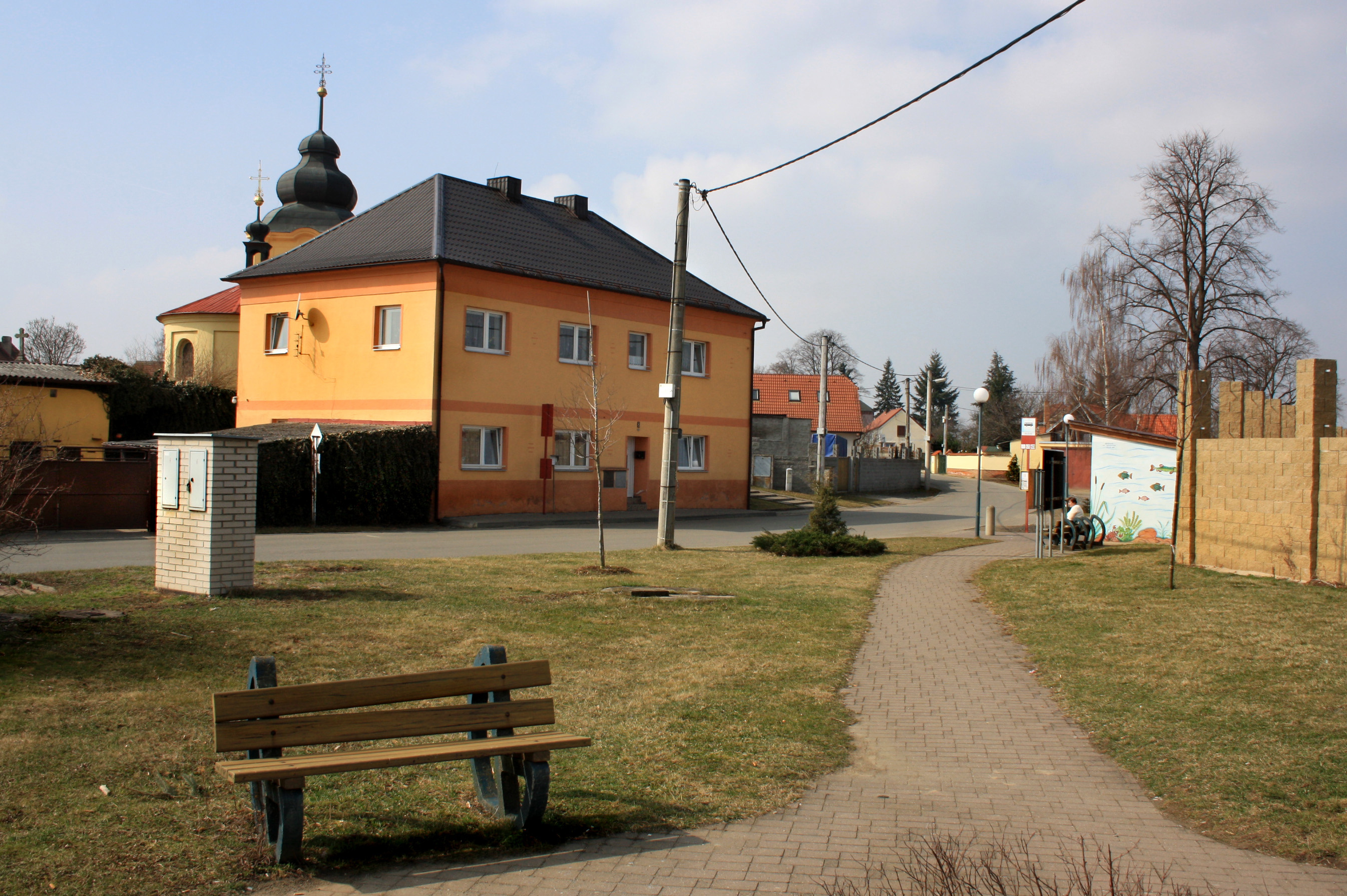
Náves
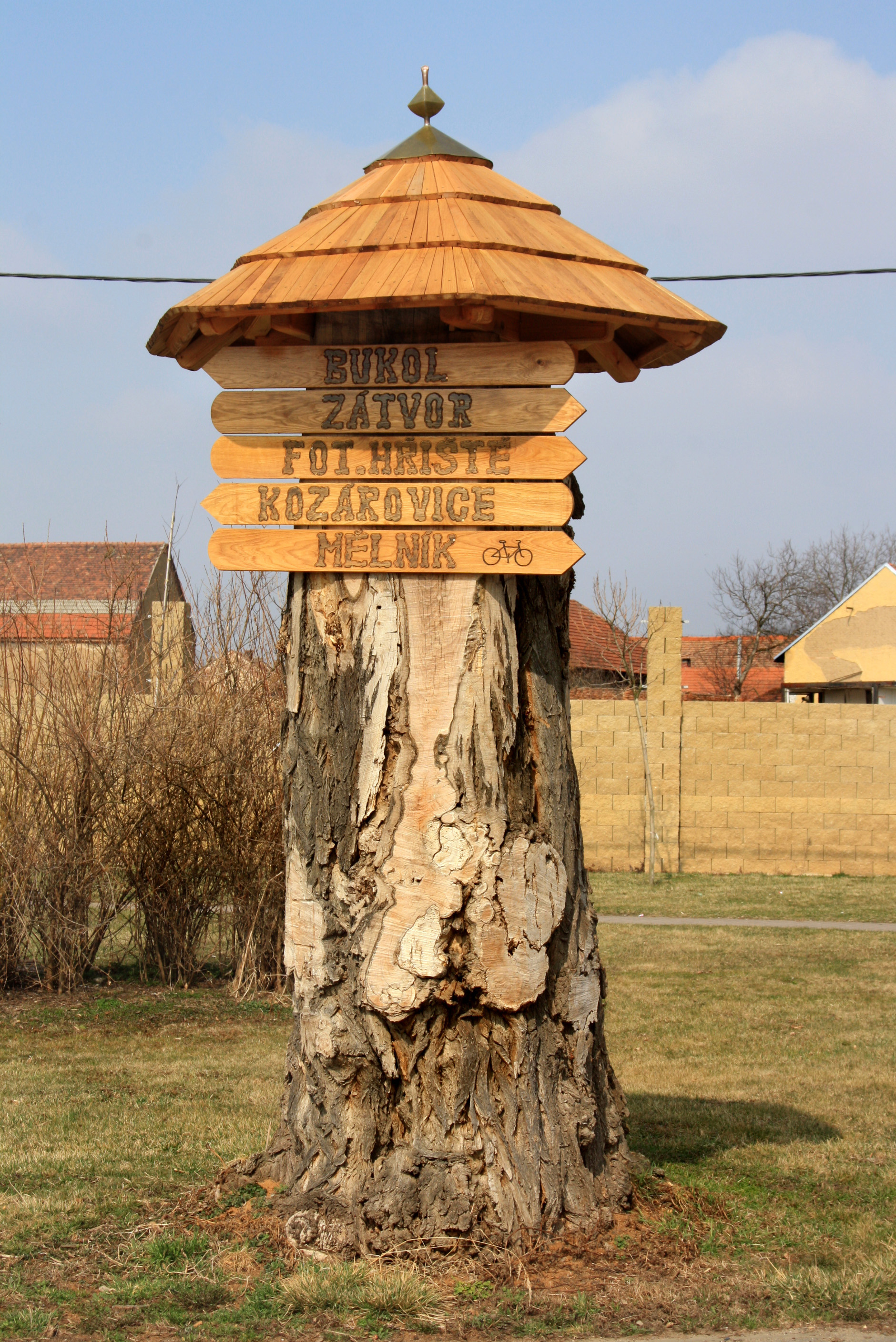
Rozcestník na návsi

## Doprava
Dopravní síť
- Pozemní komunikace – Do obce vedou silnice III. třídy. Ve vzdálenosti 1,5 km vede silnice II/101 Brandýs nad Labem – Stará Boleslav – Neratovice – Kralupy nad Vltavou – Kladno.
- Železnice – Železniční trať ani stanice na území obce nejsou.

Veřejná doprava 2012
- Autobusová doprava – V obci měly zastávky příměstské autobusové linky Zálezlice–Neratovice–Praha (v pracovních dnech 5 spojů, o víkendech 1 spoj) (dopravce Veolia Transport Praha, s. r. o.), Mělník – Chlumín – Kralupy nad Vltavou (o víkendech 3 spoje) a Neratovice – Kralupy nad Vltavou (v pracovních dnech 9 spojů) (dopravce ČSAD Střední Čechy, a. s.).

## Turistika
Obcí vede cyklotrasa č. 2 Kralupy nad Vltavou – Nelahozeves – Zálezlice – Mělník – Ústí nad Labem.